# Thissio (metropolitana di Atene)
Thissio o Thisseio (in greco: Σταθμός Θησείου) è una stazione della linea 1 della metropolitana di Atene.